# Waiting For Daylight
『Waiting For Daylight』は、A1の4枚目のアルバム。この8年振りとなるアルバムは2010年10月11日にノルウェーで発売された。このアルバムはノルウェーのiTunesチャートで1位を獲得。そしてアルバムチャートでは5位を獲得。
日本での発売はないがハイチ地震が起きた際ノルウェーでチャリティーコンサートを行った際15曲目の"Waiting For Daylight" を披露しそのライブ音源のみ日本のiTunesで購入出来る。2011年には世界中でリリースする事を既に発表している。また現在A1は国際的なカムバックの為にノルウェーで「メイク・イット・グッド」以来のプロモーションビデオを撮影した。

## 収録曲
| #         | タイトル                          | 作詞・作曲                                                                                           | 時間  |
| --------- | --------------------------------- | --- | ----- |
| 1.        | 「It Happens Everyday」           | ベン・アダムス, クリスチャン・インゲブリグトセン, マーク・リード                                     | 4:06  |
| 2.        | 「Don't Wanna Lose You Again」    | ベン・アダムス, クリスチャン・インゲブリグトセン, マーク・リード, デビッド・ エリクセン              | 3:28  |
| 3.        | 「In Love and I Hate It」         | ベン・アダムス, マーク・リード, クリスチャン・インゲブリグトセン, Martin Sjølie, Micheal Hunter Ochs | 3:36  |
| 4.        | 「Bad Enough」                    | ベン・アダムス, クリスチャン・インゲブリグトセン, Read, Simen M. Eriksrud                            | 4:10  |
| 5.        | 「Nothing in Common」             | Adams, クリスチャン・インゲブリグトセン, マーク・リード, Eriksen                                     | 3:12  |
| 6.        | 「Take You Home」                 | Hans Petter Aaserud, ベン・アダムス, クリスチャン・インゲブリグトセン, マーク・リード                | 3:26  |
| 7.        | 「Six Feet Under」                | ベン・アダムス, クリスチャン・インゲブリグトセン, マーク・リード, Eriksrud                           | 2:45  |
| 8.        | 「Good Things, Bad People」       | ベン・アダムス, クリスチャン・インゲブリグトセン, マーク・リード, Eriksen                            | 3:33  |
| 9.        | 「Perfect Disaster」              | ベン・アダムス, クリスチャン・インゲブリグトセン, マーク・リード, Arvid Wam Solvang                  | 3:43  |
| 10.       | 「The Life That Could Have Been」 | ベン・アダムス, クリスチャン・インゲブリグトセン,マーク・リード, Morten Noess                        | 3:34  |
| 11.       | 「Out There」                     | ベン・アダムス, クリスチャン・インゲブリグトセン,マーク・リード, Sjølie                              | 3:40  |
| 12.       | 「Waiting for Daylight」          | ベン・アダムス, クリスチャン・インゲブリグトセン, マーク・リード, Jez Ashurst                        | 5:20  |
| 合計時間: | 合計時間:                         | 合計時間:                                                                                            | 40:02 |